# Burtle
Burtle is een civil parish in het bestuurlijke gebied Sedgemoor, in het Engelse graafschap Somerset met 388 inwoners.

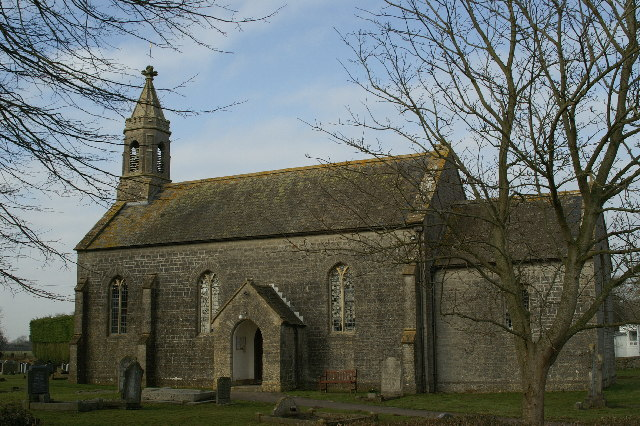
Kerk van St. Philip en St. James